# Пам'ятник батьку
«Пам'ятник батьку» (англ. A Statue for Father) — науково-фантастичне оповідання американського письменника Айзека Азімова, вперше опубліковане у лютому 1959 в журналі Satellite Science Fiction. Увійшло до збірки «Купуємо Юпітер та інші історії» (1975).

## Сюжет
Фізик-теоретик і його син працюють над подорожами у часі з поверненням назад з об'єктами з минулого (як і оповіданнях «Потворний хлопчик» та «Баттон, Баттон»).
Випадково їм вдається повернути з минулого гніздо з яйцями динозавра. Вони продовжують працювати, але не в змозі повторити експеримент. Тим часом динозаври ростуть і утримуються як домашні тварини. Але коли одного з них випадково вбиває електричний струм, вони дізнаються, що м'ясо має винятково вишуканий смак.
Тоді вони вирішують вирощувати динозаврів для м'яса і відкривають першу мережу закладів харчування, що готує «дино-курятину».
Іронія оповідання в тому, що фізик входить в історію не за свої наукові досягнення, а за його кулінарне відкриття.